# Brooks Agnew
Brooks Alexander Agnew (Pasadena, ...) è un fisico e scrittore statunitense, noto per le sue pubblicazioni pseudoscientifiche e creazioniste, in cui sostiene una complessa cosmogonia derivante da un'interpretazione del Libro della Genesi.

## Biografia
Nato in California, Agnew entrò nell'aviazione militare nel 1973, studiando come ingegnere elettronico. Dopo il servizio militare, frequentò la Brigham Young University, un istituto mormone gestito dalla Chiesa di Gesù Cristo dei Santi degli Ultimi Giorni, ha conseguito una laurea in chimica a la Tennessee Technological University, ottenendo infine un PhD in fisica.
Ha pubblicato un centinaio di articoli su vari argomenti, dalla spettroscopia al movimento trans-dimensionale nello spazio-tempo; nel 1998 è apparso nel documentario Holes in Heaven, commentando i presunti effetti deleteri del progetto di ricerca HAARP.
Oggi risiede in Kentucky, dove conduce un programma radiofonico domenicale e insegna matematica al Gaston College (Carolina del Nord).

## Le pubblicazioni creazioniste
Agnew è stato coautore nel 2004 di un noto testo creazionista: The Ark of Millions of Years, seguito da un secondo volume nel 2006.
Nei due testi, Agnew sostiene che la Terra abbia due "stati" di età differenti.
Da una parte sostiene sia vecchia solo 7 000 anni, e che sia stata creata in sette giorni da Dio, secondo le teorie creazioniste.
Tuttavia, sarebbe anche vecchia 4,5 miliardi di anni, compatibilmente con quanto affermato dalle conoscenze scientifiche attuali.
Agnew giustifica questa evidente contraddizione attribuendo ogni età a una Terra diversa: esisterebbe quindi una "Terra Fisica" (che rispetta le evidenze scientifiche) e una "Terra Spirituale" (che sarebbe stata creata dal Dio cristiano solo pochi millenni fa). Secondo Agnew, l'unione di queste due "manifestazioni" del costituirebbero il pianeta Terra come lo conosciamo.
Sempre secondo Agnew, nella Genesi si parlerebbe della creazione di due pianeti (uno "fisico" e uno "spirituale"), entrambi composti di sola acqua e separati da uno spazio in cui si sarebbe trovato il paradiso.
Il pianeta d'acqua "spirituale", su cui sarebbe vissuto Noè, si sarebbe spostato "come un'arca" attraverso i "mari del cosmo", passando attraverso un buco nero ed arrivando fino al nostro sistema solare. Agnew sostiene che i buchi neri siano quindi stati creati da Dio appositamente per poter viaggiare da un capo all'altro dell'universo.
Una volta giunta nel nostro sistema solare, la terra d'acqua di Noè si sarebbe congiunta alla terra fisica, "unendo le polarità", affinché i "figli di Dio" potessero "sviluppare appieno il loro potenziale".
Nel testo Agnew parla anche dei Nephilim, un'ipotetica razza di giganti alieni, con mani dotate di sei dita e dentature a file multiple. Questi Nephilim, che sarebbero le stirpi di giganti citati anche nella Bibbia, avrebbero corrotto il senso morale dell'umanità, con lo scopo di rendere il pianeta inabitabile.

## La ricerca della Terra Cava
Agnew è un esploratore della Teoria della Terra cava, recentemente ripescata dalla pubblicazione del libro Hollow Earth dell'autore statunitense David Standish (2006).
Secondo questa teoria, l'interno della terra sarebbe vuoto e sarebbe abitabile; i passaggi per questo spazio interno si troverebbero ai poli, e condurrebbero ad un nuovo mondo che si troverebbe sulla superficie interna della crosta terrestre. I sostenitori di questa tesi, che ha le sue origini in alcune teorie del XVII e XVIII secolo, rifiutano di accettare modelli scientifici affermati come la tettonica a zolle o la gravitazione.
Agnew, per dimostrare questa teoria, sin dal 2004 ha cercato di organizzare una crociera al Polo Nord con un rompighiaccio.
Da questo progetto, denominato North Pole Inner Earth Expedition (NPIEE), ha anche tratto un film, un documentario promozionale sull'organizzazione e sulla futura esecuzione del viaggio.
Agnew ha promosso il viaggio come La più grande spedizione geologica della storia, ma ha avuto difficoltà a raccogliere i fondi necessari, rimandando di anno in anno.
Con la morte di Steve Currey, avventuriero americano e precedente organizzatore del viaggio deceduto il 26 giugno 2006 per tumore al cervello, Agnew ha preso il comando della spedizione.
Il viaggio si sarebbe dovuto tenere a bordo del rompighiaccio nucleare russo Yamal, una nave artica da 23 000 tonnellate, lunga 150 metri ed equipaggiata da 100 uomini, potente di 75 000 cavalli vapore. La nave avrebbe dovuto essere equipaggiata con strumenti per cercare depressioni e variazioni sul fondo marino, per cercare il passaggio verso il "continente interno", un buco di 80-500 miglia di diametro che si troverebbe a 84.4 gradi nord e 41 gradi est, a circa 400 chilometri da Ellesmere Island. Il costo del biglietto avrebbe dovuto essere di circa 20000 $ per 13 giorni di viaggio.
La spedizione sarebbe dovuta partire da Murmansk, in Russia, e avrebbe dovuto passare nei pressi del Polo Nord, nella Terra di Francesco Giuseppe, e da lì partire in direzione nord-est, seguendo il percorso che il navigatore Olaf Jansen avrebbe seguito nel suo ipotetico viaggio del 1º luglio 1829, dove avrebbe trovato un'apertura nel ghiaccio e l'ingresso nella Terra Cava.
Currey ha avvertito che il buco sul fondale avrebbe potuto essere "mascherato" dagli "abitanti dell'interno", che egli stesso ha identificato, all'interno del suo programma radiofonico in "8 razze principali e 200 razze minori". Tra queste razze vi sarebbero le Tribù perdute di Israele, delle etnie bibliche che sarebbero migrate nel Continente Nordico 2500 anni fa, nel 687 a.C. e sarebbero scomparse nel continente interno.
Il programma del viaggio, organizzato inizialmente da Currey e ripreso da Agnew, prevede che una volta trovato il passaggio la spedizione prosegua verso l'interno della Terra Cava, seguendo la linea costiera del Continente Interno e cercando il "Fiume Hiddekel", per poi risalire il corso della corrente fino alla "Città di Jehu", dove dovrebbe avvenire l'incontro con gli abitanti del Continente Interno, come (sostiene Agnew) sarebbe avvenuto a Jansen nel 1829.
Da Jehu i partecipanti alla spedizione, sostiene il programma di viaggio, dovrebbero proseguire il loro viaggio su una monorotaia che collega la città con i Giardini dell'Eden, che si troverebbero sotto il continente americano. Lì, nella "Città di Eden", la visita dovrebbe proseguire con un incontro con il "Re del Continente Interno".
La promozione del viaggio, programmato dal 26 giugno al 19 luglio 2007 ha ottenuto rilievo anche sulla stampa,. Tuttavia, al 5 giugno 2007, il viaggio risulta nuovamente cancellato e rimandato al 2008.
Tra i partecipanti registrati sinora vi sono esperti di meditazione, mitologia e UFO, oltre che una troupe di documentaristi.